# 2620 Santana
A 2620 Santana (ideiglenes jelöléssel 1980 TN) a Naprendszer kisbolygóövében található aszteroida. Zdenka Vávrová fedezte fel 1980. október 3-án.